# Lista de ligas afiliadas a USASA
A United States Adult Soccer Association (USASA) é uma organização para o futebol amador e semi-profissional dos Estados Unidos. A organização é dividida em 55 organizações regionais que visam desenvolver o futebol local, inclusive realizando competições locais.

## Ligas Nacionais
- National Premier Soccer League (NPSL)
- USL League Two
- United Premier Soccer League (UPSL)
- West Coast Soccer Association (WCSA) - Futebol Universitário
- Women's Premier Soccer League (WPSL)

## Principais Ligas Amadoras e Semi-Profissionais
Essa é uma lista das principais ligas amadoras e semi-profissionais da USASA.
| Liga                                   | Região                             | Clubes |
| -------------------------------------- | ---------------------------------- | ------ |
| American Premier Soccer League         | Flórida                            | 9      |
| Buffalo & District Soccer League       | Oeste de Nova Iorque               | 12     |
| Cosmopolitan Soccer League             | Cidade de Nova Iorque              | 113    |
| Evergreen Premier League               | Washington                         | 8      |
| Gulf Coast Premier League              | Região III                         | 8      |
| Long Island Soccer Football League     | Long Island                        | 10     |
| Maryland Major Soccer League           | Central Maryland                   | 10     |
| Michigan Premier Soccer League         | Michigan                           | 24     |
| North Texas Premier Soccer Association | Norte do Texas                     | 10     |
| Rochester District Soccer League       | Upstate Nova Iorque                | 8      |
| San Francisco Soccer Football League   | Norte da Califórnia                | 12     |
| SoCal Premier League                   | Sul da Califórnia                  | 9      |
| United Premier Soccer League           | Nacional                           | 69     |
| United Soccer League of Pennsylvania   | Pensilvânia                        | 8      |
| Washington Premier League              | Região Metropolitana de Washington | 12     |